# 圣弥额尔圣福里安圣殿主教座堂 (华沙-普拉加)

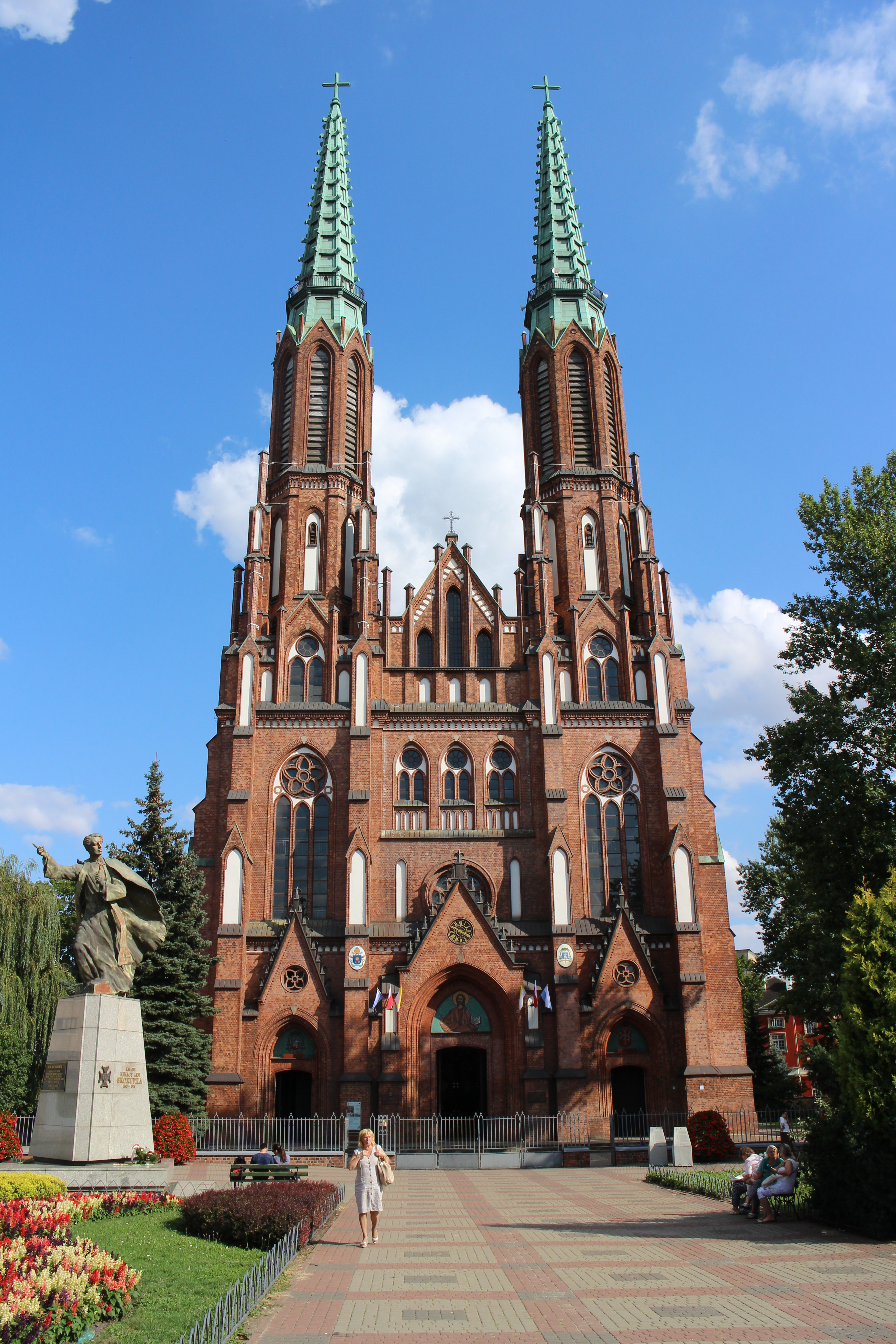
圣弥额尔圣福里安圣殿主教座堂

圣弥额尔圣福里安圣殿主教座堂（波蘭語：Bazylika katedralna Świętych Michała i Floriana w Warszawie）是天主教华沙-布拉格教区的主教座堂，位於波蘭首都華沙東部的布拉格區。教堂的尖塔高達75米。聖弗洛里安主教座堂也是波蘭反抗俄羅斯統治的象徵之一。華沙起義時教堂被德國人摧毀，但在戰後教堂得到重建。1972年教堂重新開放。

## 外部連結
- St. Florian's website
- Diocese of Warsaw-Praga (unofficial page) (English) （页面存档备份，存于）
- Diocese of Warsaw-Praga Official Website (Polish) （页面存档备份，存于）

52°15′6″N 21°1′51″E / 52.25167°N 21.03083°E